# Eparchie Hl. Johannes XXIII. in Sofia
Die Eparchie Hl. Johannes XXIII. in Sofia (lat.: Exarchatus Apostolicus Sophiae, bulgarisch Апостолическа Екзархия София) ist eine mit der römisch-katholischen Kirche unierte bulgarisch-katholische Eparchie des byzantinischen Ritus mit Sitz in Sofia in Bulgarien (ul. Liulin Planina 5).

## Geschichte
Das Apostolisches Exarchat Sofia wurde 1926 durch die Erhebung des seit 1921 vakanten Apostolischen Vikariats für Thrakien errichtet
Die ca. 10.000 bulgarisch-katholischen Christen werden in den zum Exarchat gehörenden 21 Pfarreien von sechs Diözesanpriestern und fünfzehn Ordenspriestern pastoral betreut. Dabei werden sie von vierzig Ordensschwestern und fünfzehn Ordensbrüdern unterstützt.
Am 11. Oktober 2019 erhob Papst Franziskus das Apostolische Exarchat Sofia zur Eparchie und benannte es in Eparchie Hl. Johannes XXIII. in Sofia um.

## Ordinarien

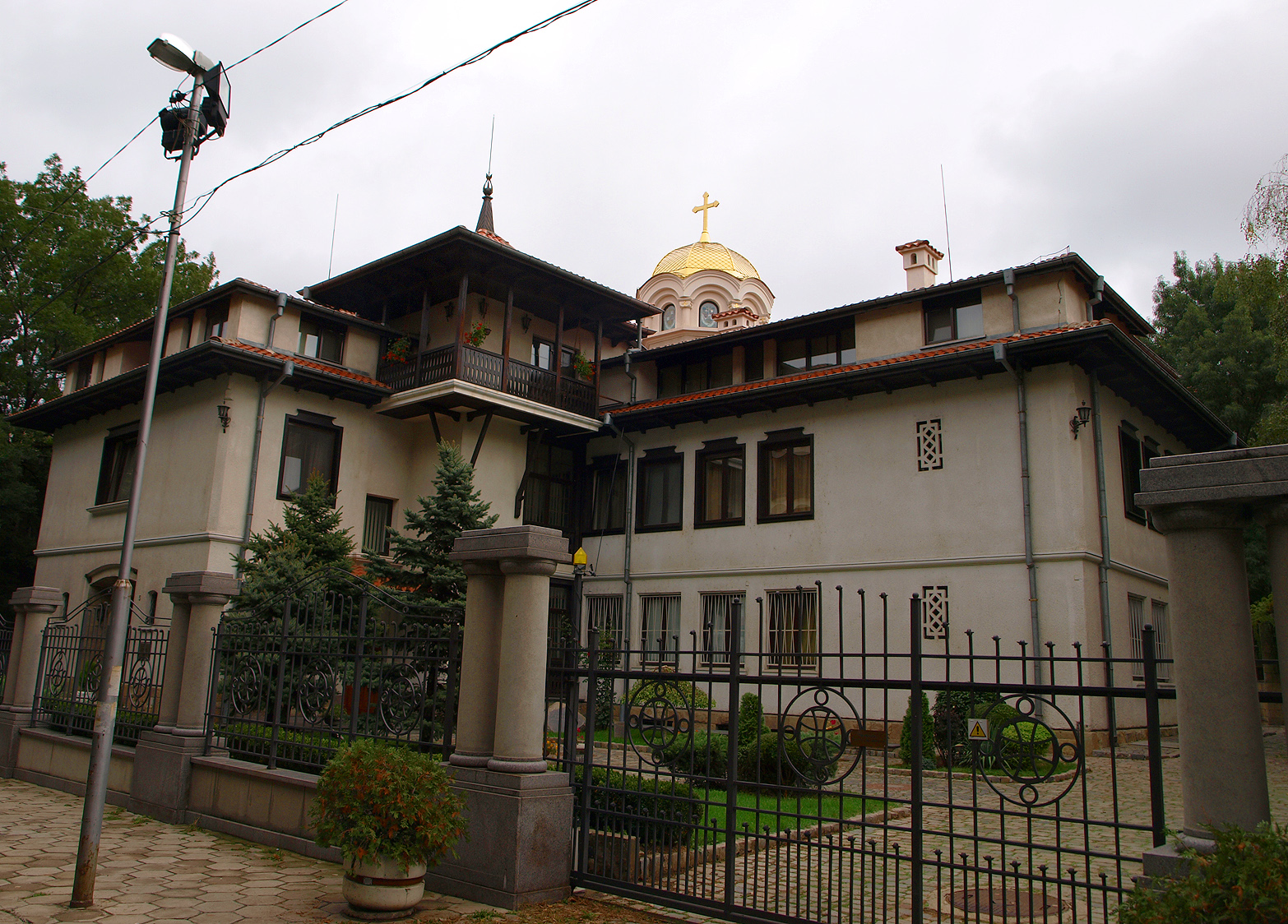
Verwaltungssitz und Kirche der Eparchie Hl. Johannes XXIII. in Sofia

### Apostolische Exarchen von Sofia
- Kyrill Kurtew (31. Juli 1926–1941)
- Iwan Dimitrow Garufalow CR (6. Juli 1942 – 27. April 1951)
- Kyrill Kurtew (27. April 1951 – 9. März 1971)
- Metodi Stratiew AA (9. März 1971 – 5. September 1995)
- Christo Projkow (5. September 1995 – 11. Oktober 2019)

### Bischöfe der Eparchie Hl. Johannes XXIII. in Sofia
- Christo Projkow (11. Oktober 2019 – 8. April 2024)
- Petko Walow (seit 8. April 2024)

## Statistik
| Jahr | Bevölkerung | Bevölkerung | Bevölkerung | Priester     | Priester         | Priester       | Priester               | Ständige Diakone | Ordensleute  | Ordensleute      | Pfarreien |
| ---- | ----------- | ----------- | ----------- | ------------ | ---------------- | -------------- | ---------------------- | ---------------- | ------------ | ---------------- | --------- |
| Jahr | Katholiken  | Einwohner   | %           | Gesamtanzahl | Diözesanpriester | Ordenspriester | Katholiken je Priester | Ständige Diakone | Ordensbrüder | Ordensschwestern |           |
| 1969 | ?           | 8.500.000   | ?           | 8            | 8                |                | 0                      |                  |              | 21               | 20        |
| 1988 | 15.000      | ?           | ?           | 20           | 12               | 8              | 750                    |                  | 16           | 40               | 18        |
| 1999 | 15.000      | ?           | ?           | 16           | 6                | 10             | 937                    |                  | 10           | 39               | 20        |
| 2000 | 15.000      | ?           | ?           | 15           | 5                | 10             | 1.000                  |                  | 10           | 40               | 20        |
| 2001 | 15.000      | ?           | ?           | 17           | 5                | 12             | 882                    |                  | 14           | 40               | 20        |
| 2002 | 15.000      | ?           | ?           | 18           | 5                | 13             | 833                    |                  | 15           | 40               | 10        |
| 2003 | 10.000      | ?           | ?           | 19           | 5                | 14             | 526                    |                  | 14           | 40               | 10        |
| 2004 | 10.000      | ?           | ?           | 21           | 6                | 15             | 476                    |                  | 15           | 40               | 21        |
| 2009 | 10.000      | ?           | ?           | 21           | 5                | 16             | 476                    |                  | 20           | 38               | 21        |